# مرز (توپولوژی)

مجموعه ای (به رنگ آبی روشن) و مرزش (به رنگ آبی تیره)

در توپولوژی و ریاضیات در حالت کلی، مرز (به انگلیسی: Boundary) زیرمجموعه‌ای چون {\displaystyle S} از فضای توپولوژی {\displaystyle X}، مجموعه‌ای از نقاطی اند که می‌توان هم از {\displaystyle S} و هم خارج از {\displaystyle S} به آن‌ها نزدیک شد. به‌طور دقیق‌تر، مجموعه‌ای از نقاط در بستار {\displaystyle S} که به درون {\displaystyle S} تعلق ندارند. عنصری از مرز {\displaystyle S} را نقطه مرزی {\displaystyle S} نامند. اصطلاح عملیات مرزی، به یافتن یا گرفتن مرز یک مجموعه اشاره دارد. نمادهای به کار رفته برای مرز یک مجموعه چون {\displaystyle S}، شامل این موارد اند: {\displaystyle \operatorname {bd} (S)} و {\displaystyle \partial {S}} و {\displaystyle \operatorname {fr} (S)}. برخی از مؤلفان (مثل ویلارد، در کتاب توپولوژی عمومی خود)، از اصطلاح frontier به جای boundary برای این مفهوم استفاده می‌کنند تا از اشتباه شدن آن با مفهوم متفاوتی با همین نام که در توپولوژی جبری و نظریه منیفلدها استفاده می‌گردد، اجتناب شود. با وجود پذیرش وسیع اصطلاحات مذکور، اما برخی مواقع دیده شده که برای مفاهیم متفاوتی نیز به کار می‌روند. به عنوان مثال، فضاهای متریک اثر E. T. Copson، از اصطلاح مرز جهت ارجاع به اصطلاح border متعلق به هاسدورف استفاده شده که به صورت اشتراک یک مجموعه با مرز خود تعریف می‌گردد. همچنین هاسدورف اصطلاح مانده یا residue را معرفی نمود که آن را به صورت اشتراک یک مجموعه و بستار مرز متممش تعریف می‌نمود.
مؤلفه مرزی {\displaystyle S} را مؤلفه مرزی {\displaystyle S} می‌نامند.

## ارجاعات
1. ↑  Hausdorff, Felix (1914). Grundzüge der Mengenlehre. Leipzig: Veit. p. 214. ISBN 978-0-8284-0061-9. Reprinted by Chelsea in 1949.
2. ↑  Hausdorff, Felix (1914). Grundzüge der Mengenlehre. Leipzig: Veit. p. 281. ISBN 978-0-8284-0061-9. Reprinted by Chelsea in 1949.